# 손세일
손세일(孫世一, 1935년 6월 10일~2024년 12월 17일)은 대한민국의 언론인, 정치인이다. 제11·14·15대 국회의원을 지냈다.
본관은 밀양이며, 부산 출신이다. 호(號)는 청계(淸溪)이다.
동아일보 논설위원을 지내다가 1980년 국가보위입법회의에 입법위원으로 참여한 것을 계기로 정계에 입문하였다. 민주화추진협의회 시절부터 김영삼 계열로 분류되었으나, 김영삼의 통일민주당이 1990년 3당 합당으로 소멸했을 때 김대중의 권유에 따라 민주자유당 합류를 거부하고 평화민주당으로 옮긴 뒤 김대중 계열에서 활동했다. 2003년 4월, 대한민국 제15대 국회 통상산업위원장 시절의 뇌물 수수 혐의로 구속된 바 있다.

## 학력
- 경남고등학교 졸업
- 서울대학교 문리과대학 정치학과 학사 졸업
- 미국 인디애나 대학교 대학원 저널리즘학과 언론학 석사 수료
- 일본 도쿄 대학교 대학원 법학과 법학석사 수료

## 약력
- 《사상계》 편집장
- 《신동아》 편집장
- 《동아일보》 논설위원
- 신민당 김영삼 총재 특별 보좌역
- 1981년 ~ 1985년 : 제11대 국회의원 (민주한국당, (서울 은평·서대문 지역구)
- 민추협 상임운영위원
- 1992년 ~ 1996년 : 제14대 국회의원 (민주당)
- 민주당 통일국제 위원장
- 1996년 ~ 2000년 : 제15대 국회의원 (새정치국민회의)
- 새정치국민회의 정책위의장, 원내총무
- 새정치국민회의 상임위원(1996년)
- 한일의원연맹 부의장
- 새천년민주당 전임위원(2000년)
- 자유민주연합 특임위원(2006년 1월 ~ 2006년 2월)
- 열린우리당 특임위원(2007년 1월 ~ 2007년 7월)

## 저서
- 이승만과 김구(1970)
- 인권과 민족주의(1980)
- 한국 논쟁사(편저, 전 5권, 1976)
- 한국전쟁의 발발배경 연구(1980)
- 김대중과 김영삼(1985, 일월서각)
- 이승만과 김구(영어판)(2001~2013 월간조선 연재, 2015 책 시리즈)

## 역서
- 바바라 와드, 현대 정치의 5대 사상(1960)
- 해리 S. 트루먼, 회고록(상, 하)(1968)

## 역대 선거 결과
|  | 33.6% |

|  | 18.99% |

|  | 39.77% |

|  | 38.86% |

|  | 37.73% |

## 같이 보기
- 서대문구·은평구
- 은평구 갑
- 서울 서대문구의 국회의원
- 서울 은평구의 국회의원